# キム・マイ・ゲスト
キム・マイ・ゲスト（Kim Mai Guest、1969年8月5日 - ）は、アメリカ合衆国の声優。

## 出演作品
太字はメインキャラクター

### テレビアニメ
2002年
- ロケット・パワー（子供3）

2003年
- ジーンシャフト（フミ）
- ジャスティス・リーグ（カトゥマ）
- .hack//SIGN（昴）

2004年
- 攻殻機動隊 STAND ALONE COMPLEX（ナース）
- ロケット・パワー（ノエラニ）

2006年
- KND ハチャメチャ大作戦
- ベン10（アンディ）
- ハイ!ハイ! パフィー・アミユミ（販売員）

2008年
- コードギアス 反逆のルルーシュ（篠崎咲世子、ニーナ・アインシュタイン）
- コードギアス 反逆のルルーシュR2（篠崎咲世子、ニーナ・アインシュタイン）
- ベン10 エイリアンフォース（ルーシー）

2009年
- バットマン:ブレイブ&ボールド（カタナ）

2012年
- ブレイド（マコト）

### OVA
2003年
- .hack//Liminality（なるみ）

2005年
- ブラック・ジャック（摩知子）

### ゲーム
2002年
- エターナルダークネス 〜招かれた13人〜（エリア）

2003年
- FATAL FRAME II CRIMSON BUTTERFLY（天倉繭、黒澤紗重、立花千歳）

2004年
- Project ZERO II CRIMSON BUTTERFLY（天倉繭、黒澤紗重、立花千歳）

2005年
- FATAL FRAME III THE TORMENTED（雛咲深紅）

2006年
- デッドライジング（イザベラ・キーズ）
- project zero 3 THE TORMENTED（雛咲深紅）

2007年
- スパイダーマン3
- パワーレンジャー・スーパーレジェンズ（MMPRピンクレンジャー、ブルーウィンドレンジャー、SPDイエローレンジャー、トラキーナ）

2008年
- ノーモア★ヒーローズ（ホリー・サマーズ）

2012年
- マックス アナーキー（サーシャ・イヴァノフ）

### 実写映画
2000年
- ザ・ミラー（アニカイアン）